# Hiiraan
Hiiraan (arabisch هيران Hīrān) ist eine Region (gobolka) in Zentral-Somalia. Ihre Hauptstadt ist Beledweyne.

## Geographie
Hiiraan grenzt im Norden an die Region Somali in Äthiopien und die somalische Region Galguduud, im Süden an die Regionen Shabeellaha Dhexe und Shabeellaha Hoose sowie im Westen an die Regionen Bay und Bakool.
Der Fluss Shabeelle fließt aus Äthiopien kommend durch die Region.
Weitere Städte neben Beledweyne sind Buulobarde, Baalcad und Jalalaqsi.

## Bevölkerung
Hiiraan hat über 500.000 Einwohner. Diese gehören mehrheitlich dem Somali-Clan der Hawiya an, daneben sind auch Rahanweyn, Darod und die ethnische Minderheit der Makanne vertreten.